# Saint-Jean-Rohrbach
Saint-Jean-Rohrbach település Franciaországban, Moselle megyében. Lakosainak száma 963 fő (2022. január 1.). Saint-Jean-Rohrbach Hoste, Diffembach-lès-Hellimer, Hilsprich, Leyviller, Puttelange-aux-Lacs és Rémering-lès-Puttelange községekkel határos.

## Népesség
A település népessége az elmúlt években az alábbi módon változott:
| Lakosok száma | 862  | 942  | 897  | 933  | 1010 | 988  | 966  | 968  | 969  | 963  |
|               | 1968 | 1982 | 1990 | 2006 | 2013 | 2015 | 2017 | 2019 | 2020 | 2022 |